# 特倫頓 (阿拉巴馬州)
特倫頓（英語：Trenton）是一個位於美國阿拉巴馬州傑克遜縣的非建制地區。該地的面積和人口皆未知。

## 地理
特倫頓的座標為34°44′41″N 86°15′06″W / 34.74472°N 86.25166°W，而該地的平均海拔高度為205米（即673英尺）。